# الیزابت فولهام
الیزابت فولهام (انگلیسی: Elizabeth Fulhame؛ زاده در سال ۱۷۹۴) شیمیدان پیشگام اهل بریتانیا بود که مفهوم کاتالیز را ابداع و فرایند فوتورداکشن در واکنش‌های وابسته به نور (کاهش نوری) را کشف کرد. از او به عنوان «اولین پژوهشگر زن انفرادی شیمی مدرن» یاد شده است.

## زندگی شخصی
الیزابت فولهام با نام خانوادگی همسرش انتشار یافته و به عنوان خانم فولهام شناخته می‌شد. او با توماس فولهام، پزشک ایرلندی‌الاصل که در دانشگاه ادینبورگ تحصیل کرده و تحت نظر اندرو دانکن (۱۷۴۴–۱۸۲۸) بر روی تب نفاسی مطالعه می‌کرد، ازدواج کرده بود. دکتر توماس فولهام بین سال‌های ۱۷۸۴ تا ۱۸۰۰ در فهرست‌های ادینبورگ ثبت شده بود. سر بنجامین تامپسون، کانت رامفورد، از او به عنوان «خانم فولهام نابغه و پرجنب‌وجوش» یاد کرده است.

## کارهای علمی
کارهای خانم فولهام با علاقه‌اش به یافتن روشی برای رنگرزی پارچه با فلزات سنگین تحت تأثیر نور آغاز شد. او ابتدا قصد داشت اثرش را «مقاله‌ای در مورد هنر ساخت پارچه‌های طلایی، نقره‌ای و سایر فلزات از طریق فرآیندهای شیمیایی» نامگذاری کند، اما با توجه به «حالت ناقص این هنر»، عنوانی را انتخاب کرد که پیامدهای گسترده‌تر آزمایش‌هایش را منعکس می‌کرد.
او در کتابش می‌نویسد: «امکان ساخت پارچه‌های طلایی، نقره‌ای و سایر فلزات از طریق فرآیندهای شیمیایی در سال ۱۷۸۰ به ذهنم خطور کرد. این طرح به دکتر فولهام و برخی دوستان عرضه شد و غیرمحتمل ارزیابی گردید. با این حال، پس از مدتی، با انجام آزمایش‌هایی تا حدی توانستم این ایده را محقق کنم.»
به نظر می‌رسد ملاقات با جوزف پریستلی در سال ۱۷۹۳ او را به انتشار نتایج ۱۴ سال پژوهشش ترغیب کرده باشد. فولهام کاهش تجربی نمک‌های فلزی را در حالت‌های مختلف (محلول آبی، حالت خشک و گاهی محلول در اتر یا الکل) با قرار دادن آنها در معرض عوامل کاهنده مختلف مطالعه کرد. فلزاتی که نمک‌هایشان را بررسی کرد شامل طلا، نقره، پلاتین، جیوه، مس و قلع بود. به عنوان عوامل کاهنده، او گاز هیدروژن، فسفر، سولفید پتاسیم، سولفید هیدروژن، فسفین، زغال چوب و نور را آزمایش کرد. او تعدادی از واکنش‌های شیمیایی را کشف کرد که از طریق آنها نمک‌های فلزی به فلزات خالص کاهش می‌یافتند.

## انتشارات و تأثیرات
تنها اثر منتشرشده او کتابی است با عنوان «مقاله‌ای دربارهٔ احتراق با نگاهی به هنر جدید رنگرزی و نقاشی، که در آن فرضیه‌های فلوژیستیک و ضد فلوژیستیک نادرست ثابت می‌شوند» (۱۷۹۴). این کتاب به تفصیل آزمایش‌های او با واکنش‌های اکسایش-کاهش و نتیجه‌گیری‌هایش دربارهٔ نظریه فلوژیستون را شرح می‌دهد، که در آن با هر دو گروه فلوژیستونی‌ها و ضد فلوژیستونی‌ها مخالف است.
در سال ۱۷۹۸، این کتاب توسط آگوستین گوتفرید لودویگ لنتین به آلمانی ترجمه شد. در سال ۱۸۱۰ در ایالات متحده منتشر شد و با استقبال گسترده‌ای روبرو گردید. در همان سال، فولهام به عنوان عضو افتخاری انجمن شیمی فیلادلفیا انتخاب شد. توماس پی. اسمیت از کار او تقدیر کرد و اظهار داشت: «خانم فولهام ادعاهای جسورانه‌ای در شیمی مطرح کرده که دیگر نمی‌توانیم مزیت مشارکت زنان در این علم را انکار کنیم.»

## میراث علمی
راینر-کانهام مهم‌ترین سهم فولهام در شیمی را کشف این موضوع می‌داند که فلزات می‌توانند از طریق کاهش شیمیایی آبی در دمای اتاق پردازش شوند، به عنوان جایگزینی برای ذوب در دمای بالا. کارهای پیشگامانه او در کاتالیز و فوتورداکشن پایه‌های مهمی برای توسعه‌های بعدی در شیمی بود.

## پذیرایی
علاوه بر تجدید چاپ کتاب فولهم در آلمان و آمریکا، آزمایش‌های او در یک مجله فرانسوی مورد بررسی قرار گرفت و چندین مجله بریتانیایی نیز به آن پرداختند. همچنین افرادی مانند سر بنجامین تامپسون (کنت رامفورد) و سر جان هرشل نظرات مثبتی دربارهٔ کارهای او ارائه دادند.
بر اساس مقدمه‌ای که ویراستار آمریکایی کتابش در سال ۱۸۱۰ نوشت، آثار فولهم کمتر از آنچه می‌توانست یا باید باشد شناخته شده بود و افزود: «غرور علمی، از این ایده که توسط یک زن آموزش ببیند، سر باز زد.» این جمله به وضوح نشان‌دهنده تعصبات جنسیتی آن دوره است که مانع از شناخت گسترده‌تر دستاوردهای این دانشمند زن شد. با این حال، تأثیر کارهای او در شیمی، به‌ویژه در زمینه کاتالیز و کاهش نوری، به‌مرور زمان بیشتر آشکار گردید.